# Royal Bed Bouncer
Royal Bed Bouncer is het derde studioalbum van de Nederlandse symfonische rockgroep Kayak. Het album is net als het eerste album van de band opgenomen in de Intertone Studio in Heemstede.
Het duurde even alvorens dit album uitkwam, doordat bassist Cees van Leeuwen werd vervangen door Bert Veldkamp. Met dit album deed Ton Scherpenzeel een "greep naar de macht". De muziek is veel meer naar de toetsinstrumenten toegeschreven; Ton Scherpenzeel schreef dan ook vrijwel alle teksten en muziek. Het belangrijkste instrument op deze elpee was de piano, die in bijna alle nummers terugkomt. De mellotron, typerend voor de symfonische rock, is af en toe te horen, maar meer op de achtergrond dan bij andere albums. Pierre Geoffroy Chateau was opnieuw de geluidstechnicus. Het album zou, was de bedoeling, voor een doorbraak van Kayak zorgen in de Verenigde Staten, maar die verwachting kwam niet uit. Zo werd bijvoorbeeld een tournee aldaar met Caravan afgeblazen.
De enige single van het album is Chance for a lifetime. De beoogde opvolger van We are not amused, Kayak's vorige single, was Bulldozer, welk nummer echter niet op de plaat terecht kwam.
Het was het laatste album dat Kayak voor EMI opnam; de volgende albums zouden bij Vertigo Records en Mercury Records verschijnen. De reden moet gezocht worden in een ruzie tussen manager Frits Hirschland en het platenlabel. Ook speelde mee dat ze album alleen mochten opnemen in een geluidsstudio van 16 sporen. terwijl 24 al gangbaar was.

## Musici
De musici track 1-10 en 19:
- Pim Koopman — drums, zang, leadzang op 4
- Ton Scherpenzeel — toetsinstrumenten, zang
- Johan Slager — gitaar, zang
- Bert Veldkamp — basgitaar, zang
- Max Werner — zang, mellotron
- Patricia Paay — woordloze zang op 8

## Tracklist
Allen 1-10,19 Ton Scherpenzeel, behalve 8 door Pim Koopman ; bonustracks zie andere albums.

| Nr. | Titel                   | Duur |
| --- | ----------------------- | ---- |
| 1.  | Royal bed bouncer       | 3:55 |
| 2.  | Life of gold            | 3:24 |
| 3.  | You’re so bizarre       | 3:29 |
| 4.  | Bury the world          | 4:23 |
| 5.  | Chance for a Lifetime   | 4:12 |
| 6.  | If this is your welcome | 4:54 |
| 7.  | Moments of joy          | 4:00 |
| 8.  | Patricia Anglaia        | 2:12 |
| 9.  | Said no word            | 5:16 |
| 10. | My heart never changed  | 2:31 |

| Nr. | Titel                       | Duur |
| --- | --------------------------- | ---- |
| 11. | Alibi                       | 3:40 |
| 12. | Mountain too rough          | 3:57 |
| 13. | Woe and alas                | 3:00 |
| 14. | Mouldy wood                 | 5:15 |
| 15. | Lovely Luna                 | 8:19 |
| 16. | Forever is a lonely thought | 5:26 |
| 17. | Still try to write a book   | 2:01 |
| 18. | Give it a name              | 2:43 |
| 19. | Bulldozer                   | 2:21 |

## Hitnotering
| "Royal Bed Bouncer" in de Nederlandse Album Top 100 - binnen: 11-10-1975 | "Royal Bed Bouncer" in de Nederlandse Album Top 100 - binnen: 11-10-1975 | "Royal Bed Bouncer" in de Nederlandse Album Top 100 - binnen: 11-10-1975 | "Royal Bed Bouncer" in de Nederlandse Album Top 100 - binnen: 11-10-1975 | "Royal Bed Bouncer" in de Nederlandse Album Top 100 - binnen: 11-10-1975 | "Royal Bed Bouncer" in de Nederlandse Album Top 100 - binnen: 11-10-1975 | "Royal Bed Bouncer" in de Nederlandse Album Top 100 - binnen: 11-10-1975 | "Royal Bed Bouncer" in de Nederlandse Album Top 100 - binnen: 11-10-1975 |
| Week                                                                     | 01                                                                       | 02                                                                       | 03                                                                       | 04                                                                       | 05                                                                       | 06                                                                       |                                                                          |
| ------------------------------------------------------------------------ | ------------------------------------------------------------------------ | ------------------------------------------------------------------------ | ------------------------------------------------------------------------ | ------------------------------------------------------------------------ | ------------------------------------------------------------------------ | ------------------------------------------------------------------------ | ------------------------------------------------------------------------ |
| Nummer                                                                   | 35                                                                       | 22                                                                       | 22                                                                       | 32                                                                       | 44                                                                       | 50                                                                       | uit                                                                      |